# アーカム・ハウス叢書
アーカム・ハウス叢書（アーカム・ハウスそうしょ）は、日本の出版社国書刊行会から1986年から1987年にかけて刊行された怪奇小説の叢書。全7巻。
小B6判、ハードカバー。オーガスト・ダーレスが創設したアメリカの怪奇幻想文学専門の出版社「アーカムハウス」社から刊行された短編集を翻訳したもの。表紙には原書と同じイラストが使用されており、裏表紙に本文の一部抜粋と原書の表紙写真が掲載されている。

## 収録作品

### １：呪われし地（クラーク・アシュトン・スミス）
呪われし地　Genius Loci and Other Tales（クラーク・アシュトン・スミス著、小倉多加志訳、1986年4月）
表紙：フランク・ウェイクフィールド
地霊　Genius Loci
柳のある風景　The Willow Landscape
九つ目の骸骨　The Ninth Skeleton
火事の幻影　The Phantoms of the Fire
永遠の世界　The Eternal World
ヴルトゥーム　Vulthoom
異次元の惑星　A Star-Change
大昔の町　The Primal City
ヴィーナスの解放　The Disinterment of Venus
イルールニュの巨像　The Colossus of Ylourgne
森の神サテュロス　The Satyr
アドンパの庭園　The Garden of Adompha
食屍鬼の神　The Charnel God
プトゥームの黒い僧院長　The Black Abbot of Puthuum
地下埋葬室に巣を張るもの　The Weaver in the Vault

### ２：悪魔なんかこわくない（マンリー・ウェイド・ウェルマン）
悪魔なんかこわくない　Who Fears the Devil?（マンリー・ウェイド・ウェルマン著、深町真理子訳、1986年5月）
表紙：リー・ブラウン・コイ
ジョンってのがおれの名さ　John's My Name　/　おお醜い鳥よ!　O Ugly Bird!
なぜそういう名がついたのか　Why They're Named Tha　/　かたちんば　One Other
おれはひとりじゃなかった　Then I wasn't Alone　/　松林のなかのおののき　Shiver in the Pines
ホフの話を知ってるか　You Know the Tale of Hoph　/　ご先祖さまが待っている　Old Devilns Was A-Waiting
その場所は自分で捜せ　Find the Place Yourself　/　ヤンドロー山の頂の小屋　The Desrick on Yandro
はるか下のほうの星　The Stars Down There　/　ヴァンディー、ヴァンディー　Vandy,Vandy
青い猿　Blue Monkey　/　沈黙の食事 Dumb Supper
そう主張する資格はない　I Can't Claim That　/　小さな黒い汽車　The Little Black Train
ほかのだれをあてにできるか　Who Else Could I Count on　/　山のごとく歩む　Walk Like A Mountain
そんな旅をした記憶はない　None Wiser for the Trip　/　山にのぼりて告げよ　On the Hills and Everywhere
まじないなんか使わない　Nary Spell　/　九ヤードのべつの布　Nine Yards of Other Cloth

### ３：アンダーウッドの怪（デイヴィッド・H・ケラー）
アンダーウッドの怪　Tales From Underwood（デイヴィッド・H・ケラー著、仁賀克雄訳、1986年6月）
表紙：ロナルド・クライン
地下室の怪異　The Thing in the Cellar
馬勒　The Bridle
タイガー・キャット　Tiger Cat
芳香の庭園　The Perfumed Garden
死んだ女　The Dead Woman
発想の刺激剤　The Literary Corkscrew
リノリウムの敷物　A Piece of Linoleum
阿片常用者　The Opium Eater
健脚族の反乱　The Revolt of the Pedestrians
クラゲ　The Jelly-Fish
ドアベル　The Doorbell
怪音　The Worm
ロボット乳母　The Psychophonic Nurse
許されざる創作　Creation Unforgivable
神の車輪　The God Wheel
金色の枝　The Golden Bough
月明の狂画家　The Moon Artist
砂漠に立つドア　The Door

### ４：黒の召喚者（ブライアン・ラムレイ）
黒の召喚者　The Caller of the Black（ブライアン・ラムレイ著、朝松健訳、1986年7月）
表紙：ハーブ・アーノルド
序文：ブライアン・ラムレイ
自動車嫌い　A Thing About
深海の罠　The Cyprus Shell
縛り首の木　Billy's Oak
屋根裏部屋の作家　The Writer in the Garret
黒の召喚者　The Caller of the Black
ニトクリスの鏡　The Mirror of Nitocris
海が叫ぶ夜　The Night Sea-Maid Went Down
異次元の潅木　The Thing from the Blasted Heath
魔物の証明　An Item of Supporting Evidence
ダイラス＝リーンの災厄　Dylath-Leen
デ・マリニィの掛け時計　De Marigny's Clock
創作の霊泉　Ambler's Inspiration
真珠　The Pearl
狂気の地底回廊　In the Vaults Beneath

### ５：海ふかく（ウィリアム・H・ホジスン）
海ふかく　The Sea Horses（ウィリアム・H・ホジスン著、小倉多加志訳、1986年8月）
表紙：フランク・ユートパテル
序文：オーガスト・ダーレス
海馬　The Sea Horses
漂流船　The Derelict translator
海藻の中に潜むもの　The Thing in the Weeds
静寂の海から　From the Tideless Sea
ウドの島　The Island of the Ud
闇の中の声　The Voice in the Night
岬の冒険　The Adventure of the Headland
漂流船の謎　The Mystery of the Derelict
帰り船＜シャムラーケン号＞　The Shamraken Homeward-Bounder
石の船　The Stone Ship
ランシング号の乗組員　The Crew of the Lancing
まんなか小島の住人たち　The Habitants of Middle Ialet
暁に聞こえる呼び声　The Call in the Dawn

### ６：黒い黙示録（カール・ジャコビ）
黒い黙示録　Revelations in Black（カール・ジャコビ著、矢野浩三郎訳、1987年5月）
表紙：ロナルド・クライン
黒の告知　Revelations in Black
幽界通信　Phantom Brass
呪いのステッキ　The Cane
二百年の疾駆　The Coach on the Ring
凧　The Kite
運河　Canal
悪魔のピアノ　The Satanic Piano
最後のドライブ　The Last Drive
魔銃　The Spectral Pistol
サガスタの望遠鏡　Sagasta's Last
湖の墓地　The Tomb from Beyond
ピストル小島の宝　The Digging at Pistol Key
苔の島　Moss Island
カーナビーの魚　Carnaby's Fish
キングとジャック　The King and the Knave
宇宙交信　Cosmic Teletype
二振りの剣　A Pair of Swords
色彩の研究　A Study in Darkness
マイヴ　Mive
落書き　Writing on the Wall
風の中の顔　The Face in the Wind

### ７：淋しい場所（オーガスト・ダーレス）
淋しい場所  A Lonesome Place（オーガスト・ダーレス著、森広雅子訳、1987年7月）
表紙：ゲイリー・ゴア
淋しい場所　The Lonesome Place
パイクマンの墓　Pikeman
キングスリッジ214番　Kingsridge 214
黒檀の杖　The Ebony Stick
シデムシの歌　Sexton, Sexton, on the Wall
閉まる扉　The Closing Door
暗い部屋　A Room in a House
ポッツの勝利　Potts' Triumph
黄昏に遊ぶ　Twilight Play
レコード録音機　The Disc Recorder
ヘクター　Hector
仮面舞踏会　Who Shall I Say is Calling?
もうひとりの子供 　The Extra Child
森の空地　The Place in the Woods
フォークナー氏のハロウィーン　Halloween for Mr. Faulkner
幽霊屋敷　House-With Ghost
図書館の殺人鬼　The Slayers and the Slain
黒い髪の少年　The Dark Boy